# ГП1
ГП1 (Газотурбовоз Пасажирський, 1-ий тип) — серія дослідних радянських газотурбовозів з електричною передачею, випущених 1964 Коломенським тепловозобудівним заводом з 2 одиниць, спроєктована на основі пасажирського тепловоза ТЕП60.

## Історія

### Проєктування
1959 на Коломенському тепловозобудівному заводі була побудована дослідна секція вантажного газотурбовоза Г1, незабаром на засіданні Комітету Науково-технічної ради МШС було вирішено побудувати ще два пасажирські газотурбовози для накопичення досвіду експлуатації таких локомотивів.
Проєктування і виготовлення почалися 1963. Причин такої паузи було кілька: різний погляд на економічну ефективність газотурбовозів порівняно з тепловозами фахівців, від яких певною мірою залежало вирішення питання про початок робіт за новими газотурбовозами; вельми обмежений досвід експлуатації газотурбовоза Г1-01; припинення замовлень газотурбовозів залізницями США.
При створенні нових локомотивів за основу було вирішено використовувати кузов і електрообладнання тепловоза ТЕП60, а замість дизельного двигуна встановити газотурбінну силову установку, аналогічну установці газотурбовоза Г1. Наприкінці 1964 завод закінчив виготовлення двох пасажирських газотурбовозів, які отримали позначення ГП1-0001 і ГП1-0002.
Роботи зі створення газотурбовозів почалися в період освоєння виробництва тепловозів серії ТЕЗ потужністю 2000 к.с. у секції, тому передбачалося, що вдасться спроєктувати і побудувати газотурбовози з технічними характеристиками, які б дозволяли експлуатувати їх з більшим економічним ефектом, ніж тепловози. Проте створені до 1965 газотурбовози в цьому поступалися вже наявним тепловозам серій ТЕ10 і ТЕП60 з дизельними двигунами потужністю по 3000 к.с.

### Експлуатація
На початку 1965 газотурбовози ГП1-0002 надійшов для випробувань на експериментальне кільце ВНДВЗТа. Наприкінці 1965 обидва локомотива були передані для дослідної експлуатації в депо Льгов разом з газотурбовозом Г1-01. Також для порівняння показників трьох дослідних газотурбовозів з показниками дизельних локомотивів при роботі в однакових умовах в депо Льгов були спрямовані тепловози серії ТЕП60.
Газотурбовози ГП1 спочатку водили пасажирські поїзди на ділянці Льгов — Київ (395 км), але після завершення електрифікації 1967 ділянки Київ — Конотоп — Хутір Михайлівський вони стали ходити з поїздами тільки до Конотопа (174 км). Також пасажирські газотурбовози обслуговували ділянки Льгов — Брянськ (208 км), Льгов — Готня (122 км), Льгов — Курськ (78 км), а також водили приміські поїзди, зокрема на ділянці Льгов — Рильськ (64 км). Одночасно газотурбовоз Г1-01 працював з вантажними поїздами переважно на ділянці Льгов — Брянськ, а також Льгов — Готня, Льгов — Курськ і Льгов — Ворожба (99 км). В той час як вантажний газотурбовоз водив поїзди досить рідко (3-4 поїздки на місяць), пасажирські експлуатувалися регулярно, нарівні з приписаними до депо тепловозами серії ТЕП60. В результаті пробіг у газотурбовозів ГП1 виявився в 3-4 рази вище, ніж у Г1-01.
До недоліків газотурбовозів порівняно з тепловозами належить більша витрата палива і високий рівень зовнішнього шуму (в кабінах машиніста шум був у межах норми завдяки наявності звукоізоляції). До того ж потужність газотурбовозів в процесі експлуатації використовувалася не повністю, особливо при роботі з приміськими поїздами. Зазначені недоліки, а також втрата у заводу-виробника інтересу до газотурбовоза і як наслідок, погіршення постачання депо запасними частинами призвели до того, що дослідні локомотиви на початку 1970-их років були відсторонені від поїздної роботи, а через кілька років виключені з інвентаря.
Одночасно з припиненням експлуатації дослідних газотурбовозів, приписаних до депо Льгов, МШС виконуючи доручення Ради Міністрів, розглянуло питання, пов'язані із застосуванням газотурбінних двигунів для тяги поїздів. У доповіді Раді Міністрів від 22 квітня 1971 за підписом міністра шляхів сполучення Бещева було сказано, що використання газової турбіни як первинного двигуна на автономному локомотиві доцільно за умови, якщо газотурбінна установка буде мати коефіцієнт корисної дії на номінальному режимі близько 32% і прийнятну витрату палива на холостому ходу або часткових навантаженнях. Газотурбінні двигуни, які випускалися в той час, не відповідали цим вимогам, тому рішення проблеми залежало від створення транспортної газотурбінної установки. Оскільки шляхів створення газотурбінної установки з необхідними для газотурбовозів параметрами знайти не вдалося, подальші роботи щодо цього виду локомотивів були припинені.
Після списання газотурбовози були розукомплектовані і тривалий час перебували в депо Льгов, до початку 1990-их років вони перебували в досить жалюгідному стані. Незабаром вони були розрізані на металобрухт і на сьогоднішній день не збереглися.

## Конструкція
Газотурбовози ГП1 мали кузови (з незначними конструктивними змінами), візки, тягові електродвигуни ЕД-105А і редуктори пасажирських тепловозів серії ТЕП60. У результаті близько 43% деталей цих локомотивів виявилися однаковими з деталями ТЕП60.
Як первинний двигун на локомотивах були встановлені одновальні газотурбінні установки ДП-3,5 відкритого циклу без регенерації номінальною потужністю 3500 к.с., такі ж, як останні установки газотурбовоза Г1-01. Передача енергії від газотурбінного двигуна до колісних пар була виконана електричною, для чого на кожному газотурбовозі були встановлені три тягові генератора постійного струму МПТ-74/23Б з незалежним збудженням і самовентиляцією номінальною потужністю 667 кВт (частота обертання якоря 1800 об/хв, напруга при тривалому режимі 470 В, максимальна 700 В, струм 1420 А). Генератори з'єднувалися з валом газотурбінного двигуна через редуктори з передавальним числом 185:39 = 4,74. Два генератора з загальним валом становили двомашинний агрегат, третій генератор був окремою електричною машиною. Від його валу наводився збудник ВТ127/120А, який відрізнявся конструкцією від збудника ВТ275/120А газотурбовоза Г1-01, але мав з ним однакові електричні параметри. До кожного тягового генератора приєднувалися два тягові електродвигуни, включені паралельно. Крім повного збудження, можна було отримати два ступені ослабленого — 45-48% і 67-71%.
Для маневрів без пуску газотурбінної установки на локомотивах встановлювали чотиритактний V-подібний 12-циліндровий дизельний двигун 1Д12 Барнаульського заводу. Діаметр циліндрів дизеля 150 мм, хід поршнів — 180 і 186,7 мм. При частоті обертання вала 1500 об/хв дизельний двигун розвивав потужність 300 к. с. Він приводив в обертання якір маневрового генератора МПТ-49/25-ЗК потужністю 195 кВт (450 В, 434 А) і допоміжний генератор П-82 потужністю 24,5 кВт (110 В, 222 А). Всі електричні машини були виготовлені харківським заводом «Електроважмаш».
На газотурбовоза були встановлені кислотна акумуляторна батарея ЗВТ-135 ємністю 270 А*год і напругою 96 В, холодильник для охолодження мастила газотурбінного двигуна, води і мастила дизеля, а також мастила допоміжного редуктора. Холодильник обдувався повітрям, яке проганяли два вентиляторами з механічним приводом. Вентилятори для охолодження тягових електродвигунів також мали механічний привід. На газотурбовоз був встановлений компресор ПК-35 Первомайського гальмівного заводу, який приводився в рух за допомогою дизельного двигуна. При роботі газотурбінної установки частота обертання валів двигуна і компресора становила 1100 об/хв.
Локомотиви були обладнані електропневматичним і пневматичним гальмами з двостороннім натисканням гальмівних колодок.
При тривалому режимі газотурбовози розвивали силу тяги 12500 кгс і швидкість 50 км/год. Конструкційна швидкість газотурбовозів становила 160 км/год, сила тяги при цій швидкості — 4000 кгс. Запас важкого палива на локомотивах 8500 кг, дизельного палива — 850 кг, мастила — 700 кг, води — 170 кг та піску — 600 кг. Робоча маса газотурбовозів становила 129 т.